# Lau (langue des Salomon)
Pour les articles homonymes, voir Lau.
Le lau est une des langues des Salomon du Sud-Est, parlée par la communauté Lau, soit 16 900 locuteurs (en 1999) dans le nord-est de l’île Malaita, dans les Salomon. Ses dialectes sont le Suafa, le Lau et le Dai (ou Ndai).